# Manuel Bonilla
Pour les articles homonymes, voir Bonilla.
Manuel Bonilla, né le 7 juin 1849 à Juticalpa et mort le 21 mars 1913 à Tegucigalpa, est un homme d'État hondurien. Il est président du Honduras à deux reprises, du 13 avril 1903 au 25 février 1907 et du 31 janvier 1912 à sa mort.